# İlayda Çevik
İlayda Çevik   (Balıkesir, 22 de desembre de 1994) és una actriu turca. És coneguda per interpretar a Maya a la sèrie de televisió Karagül. Çevik va néixer a Balikesir.
La primera actuació teatral de Cevik va ser una obra infantil anomenada Children's Playground, i va fer el seu debut cinematogràfic a la pel·lícula del 2015 Kızım İçin, protagonitzada per Yetkin Dikinciler, Eda Ece, İnci Türkay i Berke Üzrek.

## Filmografia
Televisió
| Títol                 | Rol           | Curs      | Xarxa       |
| --------------------- | ------------- | --------- | ----------- |
| Karagül               | Maya Şamverdi | 2013–2016 | Fox Turquia |
| İsimsizler            | Yıldız Keskin | 2017      | Kanal D     |
| Savaşçı               | Gülayşe       | 2017      | Fox Turquia |
| Sen Anlat Karadeniz   | Berrak Yılmaz | 2018-2019 | atv         |
| Gel Dese Aşk          | Bahar         | 2020      | atv         |
| Sen Çal Kapımı        | Balca Koçak   | 2020      | Fox Turquia |
| Bir Zamanlar Çukurova | Betul Yaman   | 2021-     | atv         |

Pel·lícules
| Curs | Títol      |
| ---- | ---------- |
| 2013 | Kızım İçin |
| 2017 | Niyazi Bey |

Vídeos musicals
| Curs | Artista           | Títol               |
| ---- | ----------------- | ------------------- |
| 2017 | "Barış Bölükbaşı" | "El meu nom és pau" |